# Symicron
Die Symicron GmbH (vollständiger Name: Symicron GmbH software engineering) wurde 1989 in Ratingen gegründet. Das Unternehmen entwickelte und vertrieb Software für Unternehmen und Kommunen mit einem Fokus auf Bilderfassung und -verwaltung. Bekannt wurde sie insbesondere durch ihre Abmahnungen gegen die Verwendung des Begriffs „Explorer“ im Internet.

## Explorer-Abmahnungen
Ab Juni 1999 wurden zahlreiche Firmen, Einzelpersonen sowie Hochschulen im Auftrag von Symicron durch den Anwalt Günther von Gravenreuth abgemahnt, da sie Links auf Softwareprodukte mit dem Namensbestandteil „Explorer“ setzten. Der erste bekannte Fall betraf das Bingo e.V. (Bürgernetz Ingolstadt e.V.), welches in einer Kopie der Online-Dokumentation SELFHTML einen Verweis auf den FTP-Explorer des US-Herstellers FTPx Corp. setzte.  Begründet wurde dies durch die von Symicron gehaltenen Markenrechte. Ein drohender Sieg Symicrons wurde im Kontext der damaligen Diskussion um Linkhaftung als potentielles Ende des Mediums Internet betrachtet.
2000 stellte sich heraus, dass die Markeneintragung durch eine Namensverwechslung entstand. Symicron hatte angegeben, bereits 1991 einen „Explorer“ angeboten zu haben, deutlich bevor beispielsweise Microsoft unter Windows 95 mit dem „Explorer“ seinen Dateimanager vorstellte. Ein als Beleg dienender Artikel hatte indessen Symicrons damals in Entwicklung befindliche Multimedia-Anwendung „Explora“ irrtümlich als „Explorer“ in der CHIP vorgestellt. Ein Preisgeld wurde für das Auffinden eines tatsächlich lizenzierten „Explorer“-Produkts von Symicron ausgesetzt. Stefan Münz, als Herausgeber von SELFHTML ebenfalls abgemahnt, ging zusammen mit Freedom for Links gegen die Abmahnungen Symicrons vor.
2001 wurde die Markeneintragung als nicht mehr haltbar betrachtet, nachdem bis dahin kein Beleg der Existenz einer so benannten Software von Symicron erbracht werden konnte. Symicron habe seine Software Gerograph zur Auswertung der Fotos von Geschwindigkeits- und Ampelsündern präsentiert, welche „inclusive Explorer“ vertrieben worden sei, dieses Modul wurde aber bei keinem Kunden gefunden. Das ausgelobte Preisgeld für das Auffinden der Software betrug zuletzt 2.500 Euro. Symicrons Einspruch gegen eine negative Feststellungsklage wurde im gleichen Jahr abgewiesen. Stefan Münz ließ feststellen, dass die Links auf Programme wie „FTP Explorer“ nicht gegen Symicrons Rechte verstoßen.
2002 wurde Symicrons Markenschutz für „Explorer“ wegen Bösgläubigkeit gelöscht. heise zitiert aus der Urteilsbegründung, die „Markeninhaberin war nach Überzeugung der Markenabteilung im Zeitpunkt der Anmeldung der gegenständlichen Marke am 22.09.1995 bösgläubig. Als Fälle der Bösgläubigkeit kommen allgemein die Tatbestände der Markenerschleichung, der Sperrmarke und der Hinterhaltsmarke in Betracht.“
Neben den ebenfalls von Gravenreuth durchgeführten Abmahnungen zum Begriff „Webspace“ wurden Symicrons Abmahnungen zum Beispielfall ungerechtfertigter „Serienabmahnung zum Zwecke des Geldverdienens“ im Internet.

## Insolvenz
2005 meldete Symicron Insolvenz an.